# Real Statte
Il F.C. Real Statte è una squadra italiana di calcio a 5 femminile di Statte (TA). Milita nella Serie A, la massima serie del campionato italiano di calcio a 5 femminile.

## Storia
La società nasce nel 1994 per volontà di Tony Marzella (attuale allenatore della squadra).
In questi anni il Real Statte ha ottenuto diversi importanti risultati sia a livello regionale sia a livello nazionale.
La squadra si è laureata per ben 3 volte campione d'Italia ed è il club più titolato del calcio a 5 femminile in Italia.

## Palmarès
- 3 Campionati italiani FIGC

2004-2005, 2005-2006, 2008-2009
- 4 Coppa Italia FIGC

2007-2008, 2008-2009, 2010-2011, 2014-2015
- 4 Supercoppa Italia FIGC

2005-2006, 2006-2007, 2008-2009, 2009-2010

## Organico

### Rosa 2020-2021
| N° | Naz.                  | Ruolo | Sportivo            | Anno     |  |  |
| -- | --------------------- | ----- | ------------------- | -------- |  |  |
| 1  | Italia (bandiera)     | POR   | Valentina Margarito | 09.05.89 |  |  |
| 2  | Italia (bandiera)     |       | Matilde Russo       | 20.05.97 |  |  |
| 7  | Romania (bandiera)    |       | Rossana Ion         | 13.04.93 |  |  |
| 8  | Italia (bandiera)     |       | Roberta Giuliano    | 30.03.89 |  |  |
| 10 | Italia (bandiera)     |       | Floriana Marangione | 11.10.96 |  |  |
| 12 | Brasile (bandiera)    |       | Marina Belam        | 04.05.91 |  |  |
| 13 | Italia (bandiera)     | POR   | Giulia Bonci        | 28.11.92 |  |  |
| 16 | Portogallo (bandiera) |       | Isabel Pereira      | 31.07.95 |  |  |
| 17 | Italia (bandiera)     |       | Marcella Violi      | 19.04.90 |  |  |
| 20 | Brasile (bandiera)    |       | Jessica Naiara      | 09.02.91 |  |  |
| 21 | Italia (bandiera)     | POR   | Federica Gallo      | 19.06.92 |  |  |
| 22 | Italia (bandiera)     |       | Nicoletta Mansueto  | 24.04.97 |  |  |
| 27 | Italia (bandiera)     |       | Angelica Protopapa  | 27.12.02 |  |  |